# 實體無法複製功能
實體無法複制功能（Physical unclonable function）,又稱物理不可仿製功能、物理不可複製函数、物理不可複製功能，簡稱PUF，是一種硬件的安全技術，它利用自然的生產環境生產出唯一辨識碼，可用於防止半導體的篡改、竊取智慧產權，相較於傳統方法，不需要將私鑰存儲在硬體中，免去了金鑰遺失的風險，也顯著提高了安全等級。今日，晶片中的實體無法複制功能，被廣泛應用在高標準安全要求及加密中。